# Мелафір

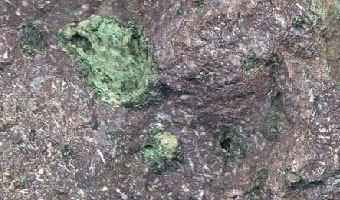
Мелафір

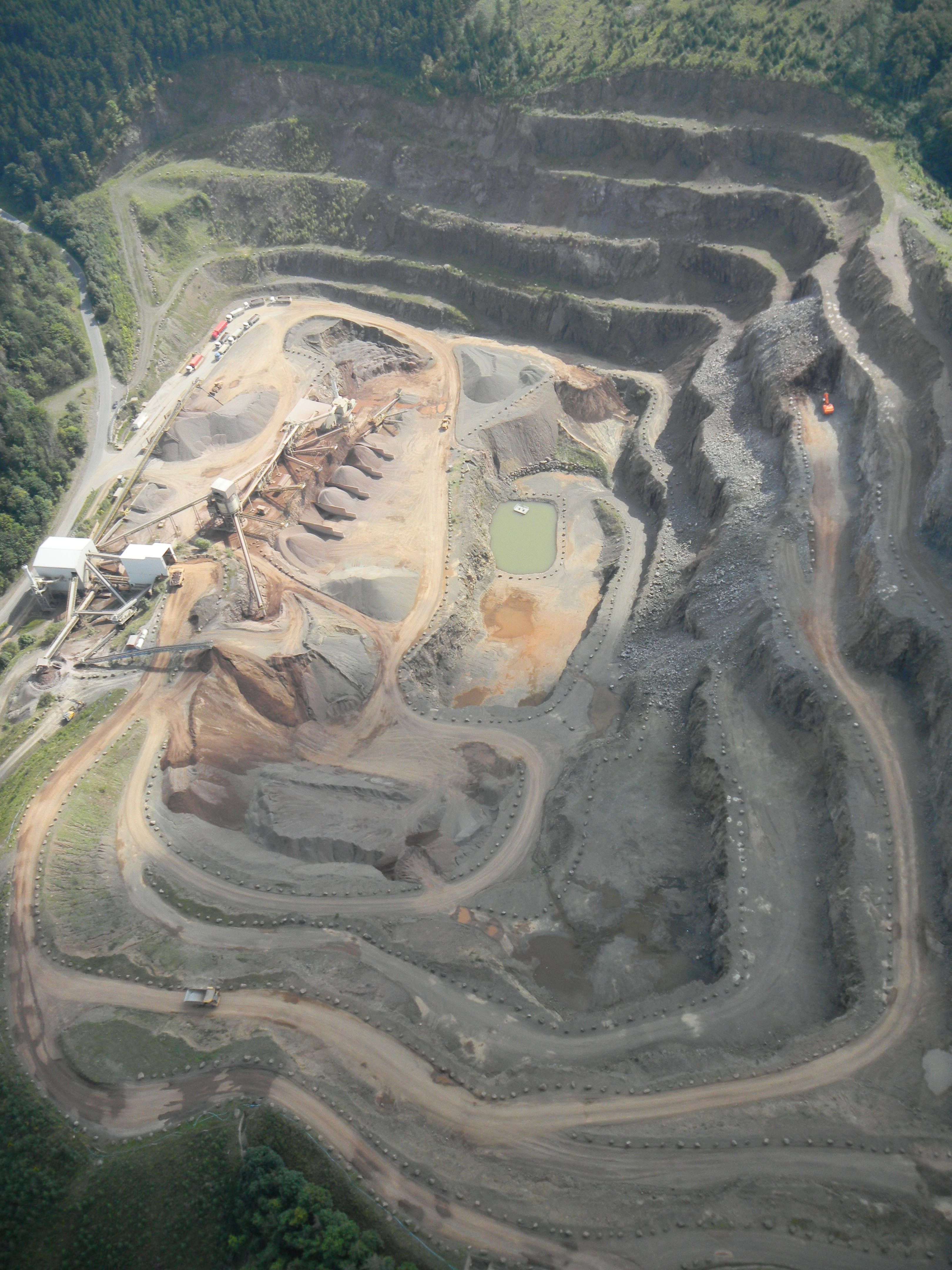
Шахта мелафіру в Рибниця-Лесьна

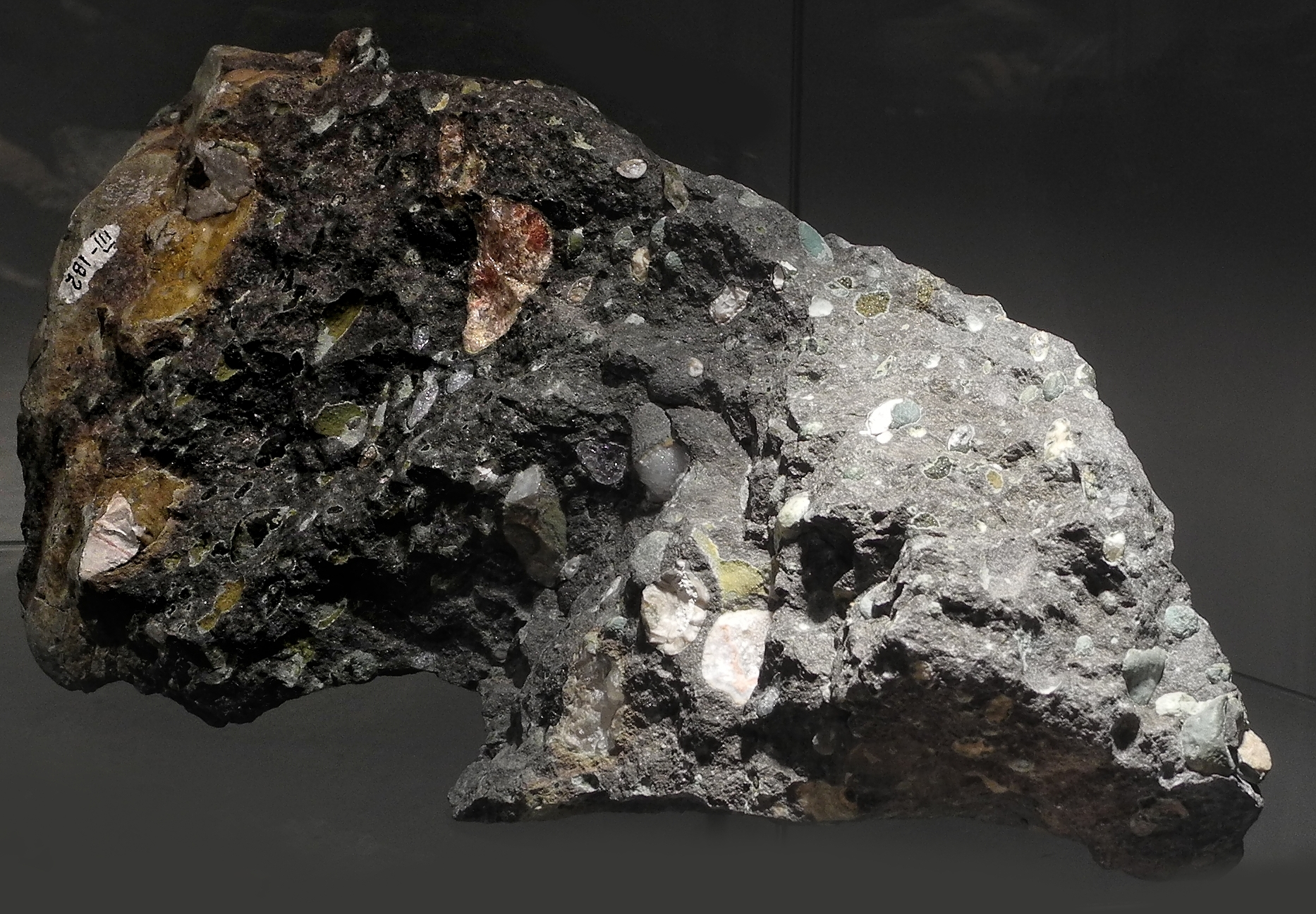
Мелафір у Мінералогічному музеї ім. Казимєжа Машланкєвича у Вроцлаві

Мелафір (від грец. έέλας — чорний і φύρω — мікс), палеобазальт (грец. παλαιός — старий, колишній) — походить від палеозойської (кам'яновугільної, пермської) лужної, ефузивної магматичної породи з порфіровою структурою, мигдалевою текстурою та сіро-фіолетового, червоно-коричневого або зелено-чорного кольору, отриманих внаслідок вторинних перетворень. Нижньопалеозойський еквівалент базальту. Для метаморфізованих вулканічних груп використовується назва метабазальт.

## Опис
Як і базальти та андезити, мелафір здебільшого має темний відтінок, але іноді червонуватий колір завдяки гематиту. Деякі з них мають структуру порфіру. Часто має великі порожнини, частково або повністю заповнені вторинними мінералами («мигдалеві кісточки»). «Мигдалеві кісточки» це часто камені зеленого кольору, що являють собою заповнення порожнин після вулканічних газів, які згодом утворюють переважно аморфні кварцеві напівдорогоцінні камені (халцедон, агат). Мелафір складається переважно з плагіоклазу, піроксену, олівіну та амфіболу.

## Розповсюдження
У Польщі є в Судетах — у середньосудетському басейні (Кам'яні гори, Валбжиські гори, Валбжиське передгір'я) і північносудетському басейні (Качавські гори, Качавське передгір'я, Ізерське передгір'я) і в регіоні сілезько-краківському (Рудно, Реґулиці).
У Чехії мелафір зустрічається переважно в районі Карконоші: Козаков, Бабі, поблизу міст Нова Пака, Ломніце над Попелкою та Рожмітал. Відомий кар'єр у Фрідштайні.

## Використання
Мелафір використовується у будівництві, особливо при будівництві залізниць (фракції щебеню) і при будівництві доріг (дрібнозернисті фракції).